# 孙汉威 (南唐)
孙汉威，南唐官员。
孙汉威在徐知诰麾下为小校，徐知诰在杨吴为权臣，一天和镇臣延宾亭会射。当时刘信擎牙注矢揖拟四坐，孙汉威害怕他不利于徐知诰。忽然用身子挡住引身徐知诰从此更加受到宠遇，在南唐官至官至侍中、奉化軍節度使（驻江州，今江西省九江市）。